# Röttenbacher Wald
Röttenbacher Wald este o arie protejată (arie specială de conservare — SAC, sit de importanță comunitară — SCI) din Germania întinsă pe o suprafață de 279,14 ha, integral pe uscat.

## Localizare
Centrul sitului Röttenbacher Wald este situat la coordonatele 49°07′52″N 11°03′12″E / 49.1311°N 11.0533°E.

## Înființare
Situl Röttenbacher Wald a fost declarat sit de importanță comunitară în noiembrie 2004 pentru a proteja 1 specie de animale. Situl a fost protejat și ca arie specială de conservare în aprilie 2016.

## Biodiversitate
Situată în ecoregiunea continentală, aria protejată conține 1 habitat natural: Păduri de stejar și carpen Galio-Carpinetum.
La baza desemnării sitului se află o specie protejată de  mamifere: liliac cu urechi mari (Myotis bechsteinii).